# Karen Hayes
Karen Hayes est un personnage de la série télévisée américaine 24 heures chrono, joué par Jayne Atkinson et apparaissant dans les saisons 5 et 6.

## Apparitions

### Jour 5
À la suite d'une attaque au gaz neurotoxique à la CAT par un terroriste, le président Charles Logan autorise une mesure de restructuration d'urgence car la cellule n'est pas complètement opérationnelle. Karen Hayes prend donc le contrôle de la CAT et demande une absorption par le département de la Sécurité intérieure des États-Unis, qu'elle dirige.
C'est grâce à la confiance qu'elle a placée en Bill Buchanan que le Président Charles Logan peut être arrêté entre 6:00 et 7:00, au dernier épisode de la saison.
Hayes et Buchanan s'entendent mieux à la fin de la journée.

#### Après le Jour 5
Karen Hayes et Bill Buchanan se marient.

### Jour 6
Dans le jour 6, Karen Hayes fait partie du personnel de la Maison Blanche et est la conseillère du président Wayne Palmer en matière de sécurité nationale.
Elle est écartée un temps par la pression que lui met Tom Lennox qui l'a contrainte à démissionner, car il ne peut pas appliquer ses mesures de sécurité nationale, Karen étant contre et faisant peser la balance auprès du président.
Elle reviendra ensuite à son ancien poste après que le président Palmer aura été victime d'un attentat à la bombe perpétré par Reed Pollack. Le président Palmer étant dans le coma et le vice-président Noah Daniels ayant assumé les fonctions de celui-ci, Karen revient à son poste pour aider l'administration présidentielle.
Quelques heures plus tard, Karen doit renvoyer Bill Buchanan, son mari et directeur de la CAT, car il a libéré Abu Fayed, responsable des attentats dans le pays, 2 ans auparavant alors qu'il était arrêté. Bill n'ayant pas assez de charges contre Fayed, il l'a relâché et fait comme disait le règlement. Quelqu'un devant payer pour sa libération et les attentats qu'il a perpétrés, cela devait être Bill ou Karen (car ils travaillent directement ensemble à l'époque), elle devait le renvoyer, cette histoire ne pouvant la toucher car elle est trop près du Président Palmer.
Karen est arrêtée car elle a désobéi à un ordre présidentiel en aidant Bill Buchanan à trouver Jack Bauer qui était transporté vers la CAT. Finalement, la raison de son initiative s'étant révélée vraie, elle bénéficiera avec Bill d'un droit de démission pour que son arrestation ne s'ébruite pas et que l'administration du président ne perde de la crédibilité.